# Robert Herrick (poet)
Robert Herrick, född (döpt 24 augusti) 1591, död (begraven 15 oktober) 1674, var en engelsk författare och kyrkoman.

## Biografi
Herrick var kyrkoherde i Dean Prior i Devon. Han utgav diktsamlingarna Noble numbers (1647) och Hesperides (1648), vilka gick samtiden obeaktade förbi och först i slutet av 1700-talet började vinna uppskattning. Herricks diktning omfattar satirer, religiösa sånger och blandad lyrik, i vilken sistnämnda kategori omfattas kärlek, natur och vardagslivets händelser. Hans Collected poems utgav i två band 1893 av G. Saintsbury. Herrick var en medlem av "Bens söner", en grupp av kavaljerspoeter som beundrade Ben Jonsons verk.